# Дерекойка
Дереко́й (крим. Dereköy), Дереко́йка або Бистра — селище в ущелині) — річка в Криму у населеному пункті Дерекой (тепер у межах Ялти).

## Назва
Назва Дерекойка дано по селу Дерекой, через яке вона протікала (зараз село включено в межі міста Ялти). Назва Дерекой означає в перекладі з кримськотатарської «селище в ущелині» (dere — ущелині, köy — село). У верхній течії річка також носить альтернативна назва Бал-Алма (з тюркської бал — мед, алма — яблуко) або Путамиця (з грецького Потамос, потами — річка); верхню течію якої також називають і Теміар. Після виселення кримських татар отримала назва Бистра.

## Географія
Витік річки на південних схилах Нікітській яйли. Протікає через східну частину Ялти, що впадає у Чорне море поблизу морпорту. Ліва притока — Гува.
Дерекойка — найбільш багатоводна річка Південного берега Криму. Довжина річки становить майже 10 кілометрів. Перші 2 км річка має ухил русла більш ніж 120 м на 1 км. На початку 3 км від витоків, поверхнева течія річки ховається в кам'янисто-галькових наносах і потім з'являється через 1,5 км біля скель Хисар-Кая. Живлення річки дощове, снігове і підземне (карстові джерела). У річку впадають води більше 60 джерел. Найбільше з них — Масандрівський водоспад з середньобагаторічною витратою води — 22,8 м³/с.